# Baltic Cup 1959
Der Baltic Cup 1959 war die 19. Austragung des Turniers der Baltischen Länder, dem Baltic Cup. Das Turnier für Fußballnationalteams fand zwischen dem 1. und 3. August 1959 in Lettland statt. Ausgetragen wurden die Spiele in Riga. Die Lettische Fußballnationalmannschaft gewann ihren 10. Titel.

## Gesamtübersicht
Tabelle nach Zwei-Punkte-Regel.
| Pl. | Verein         | Sp. | S | U | N | Tore    | Diff. | Punkte |
| --- | -------------- | --- | - | - | - | ------- | ----- | ------ |
| 1.  | Lettische SSR  | 2   | 1 | 1 | 0 | 005:300 | +2    | 03     |
| 2.  | Litauische SSR | 2   | 1 | 0 | 1 | 004:400 | ±0    | 02     |
| 3.  | Estnische SSR  | 2   | 0 | 1 | 1 | 003:500 | −2    | 01     |

|                        |   |                |     |
| 1. August 1959 in Riga |   |                |     |
| Lettische SSR          | – | Estnische SSR  | 2:2 |
| 2. August 1959 in Riga |   |                |     |
| Litauische SSR         | – | Estnische SSR  | 3:1 |
| 3. August 1959 in Riga |   |                |     |
| Lettische SSR          | – | Litauische SSR | 3:1 |